# In die japanische Sonne
In die japanische Sonne (Originaltitel: Air Force) ist ein US-amerikanischer Kriegsfilm aus dem Jahr 1943. Er entstand unter der Regie von Howard Hawks. Die Hauptrollen sind mit John Garfield, John Ridgely, Gig Young und Arthur Kennedy besetzt.
In Deutschland kam der Film nie in die Kinos und wurde erst 1975 im WDR erstmals gezeigt. Der Schwarzweißfilm wurde bisher nur im Original mit deutschen Untertiteln gezeigt.

## Handlung
Erzählt wird die Geschichte einer US-amerikanischen Bomberbesatzung, die während einer Übung in den Angriff der Japaner auf Hawaii gerät. Als der Captain der Crew während des Angriffs stirbt, sinnt die Besatzung auf Rache. Die Gelegenheit dazu ergibt sich, als ein japanischer Flottenverband gesichtet wird.

## Kritiken
Das Lexikon des internationalen Films beurteilte den Film als „in den Action-Sequenzen hervorragend inszeniert und durchgehend spannend.“ Kritisiert wird, dass die „psychologische Auseinandersetzung“ oberflächlich bliebe, der Film sei vielmehr „durch bösartige Verzeichnung auf Feindverteufelung angelegt.“

## Auszeichnungen
Der Film wurde 1944 in der Kategorie Bester Schnitt (George Amy) mit dem Oscar ausgezeichnet. Jeweils eine Nominierung gab es in den Kategorien Beste Kamera (James Wong Howe, Elmer Dyer und Charles A. Marshall), Bestes Originaldrehbuch (Dudley Nichols) sowie Beste visuelle Effekte (Hans F. Koenekamp, Nathan Levinson und Rex Wimpy).